# Serie A 1961 (pallavolo femminile)
La Serie A femminile FIPAV 1961 fu la 16ª edizione del principale torneo pallavolistico italiano femminile organizzato dalla FIPAV.

## Regolamento e avvenimenti
Le 12 partecipanti furono suddivise in tre gironi disputati in un unico concentramento con gare uniche di massimo tre set. Le prime due di ogni girone furono ammesse alla fase finale, che si disputò a Como il 4 e il 5 novembre 1961. Il titolo fu conquistato dalla Casa Lampada Trieste.

## Prima fase

### Girone A

#### Classifica
| Pos. | Squadra            | Pt | G | V | P | SV | SP |
| ---- | ------------------ | -- | - | - | - | -- | -- |
| 1.   | Saves Alessandria  | 6  | 3 | 3 | 0 | 6  | 0  |
| 2.   | Verri Milano       | 4  | 3 | 2 | 1 | 4  | 3  |
| 3.   | Pallavolo Pinerolo | 2  | 3 | 1 | 2 | 3  | 4  |
| 4.   | Sant'Anna Genova   | 0  | 3 | 0 | 3 | 0  | 6  |

| Ammesse alla fase finale |

#### Risultati
|  | Alessandria-Milano   | 2-0 |  | Pinerolo-Genova | 2-0 |
|  | Alessandria-Pinerolo | 2-0 |  | Milano-Genova   | 2-0 |
|  | Alessandria-Genova   | 2-0 |  | Milano-Pinerolo | 2-1 |

### Girone B

#### Classifica
| Pos. | Squadra              | Pt | G | V | P | SV | SP |
| ---- | -------------------- | -- | - | - | - | -- | -- |
| 1.   | Casa Lampada Trieste | 6  | 3 | 3 | 0 | 6  | 0  |
| 2.   | Agi Gorizia          | 4  | 3 | 2 | 1 | 4  | 2  |
| 3.   | Fari Bergamo         | 2  | 3 | 1 | 2 | 2  | 4  |
| 4.   | Fari Brescia         | 0  | 3 | 0 | 3 | 0  | 6  |

| Ammesse alla fase finale |

#### Risultati
|  | Gorizia-Brescia | 2-0 |  | Trieste-Bergamo | 2-0 |
|  | Gorizia-Bergamo | 2-0 |  | Trieste-Brescia | 2-0 |
|  | Bergamo-Brescia | 2-0 |  | Trieste-Gorizia | 2-0 |

### Girone C

#### Classifica
| Pos. | Squadra                  | Pt | G | V | P | SV | SP |
| ---- | ------------------------ | -- | - | - | - | -- | -- |
| 1.   | Muratori Vignola         | 6  | 3 | 3 | 0 | 6  | 2  |
| 2.   | Minelli Modena           | 2  | 3 | 1 | 2 | 4  | 5  |
| 3.   | Sestese Sesto Fiorentino | 2  | 3 | 1 | 2 | 3  | 4  |
| 4.   | Volley Palermo           | 2  | 3 | 1 | 2 | 3  | 5  |

| Ammesse alla fase finale |

#### Risultati
|  | Palermo-Modena           | 2-1 |  | Vignola-Sesto Fiorentino | 2-0 |
|  | Modena-Sesto Fiorentino  | 2-1 |  | Vignola-Palermo          | 2-1 |
|  | Sesto Fiorentino-Palermo | 2-0 |  | Vignola-Modena           | 2-1 |

## Fase finale

### Classifica
| Pos. | Squadra              | Pt | G | V | P | SV | SP |
| ---- | -------------------- | -- | - | - | - | -- | -- |
| 1.   | Casa Lampada Trieste | 10 | 5 | 5 | 0 | 10 | 2  |
| 2.   | Saves Alessandria    | 6  | 5 | 3 | 2 | 8  | 5  |
| 3.   | Muratori Vignola     | 6  | 5 | 3 | 2 | 8  | 5  |
| 4.   | Minelli Modena       | 4  | 5 | 2 | 3 | 4  | 6  |
| 5.   | Agi Gorizia          | 4  | 5 | 2 | 3 | 5  | 8  |
| 6.   | Verri Milano         | 0  | 5 | 0 | 5 | 1  | 10 |

| Campione d'Italia |

### Risultati

#### Tabellone
|             | Alessandria | Gorizia | Milano | Modena | Trieste | Vignola |
| ----------- | ----------- | ------- | ------ | ------ | ------- | ------- |
| Alessandria | XXX         | 2-1     | 2-0    | 2-0    | –       | –       |
| Gorizia     | –           | XXX     | 2-1    | –      | –       | 2-1     |
| Milano      | –           | –       | XXX    | –      | –       | –       |
| Modena      | –           | 2-0     | 2-0    | XXX    | –       | –       |
| Trieste     | 2-1         | 2-0     | 2-0    | 2-0    | XXX     | 2-1     |
| Vignola     | 2-1         | –       | 2-0    | 2-0    | –       | XXX     |

## Fonti
- Filippo Grassia e Claudio Palmigiano (a cura di). Almanacco illustrato del volley 1987. Modena, Panini, 1986.